# جثة في المكتبة (فلم)

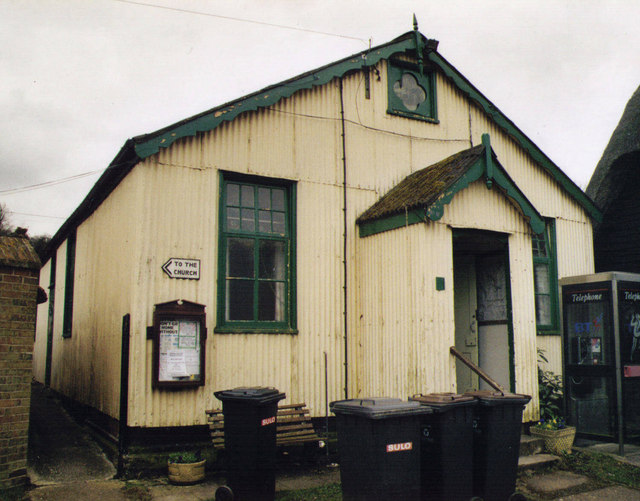

جثة في المكتبة (بالإنجليزية: The Body in the Library) هو فيلم تلفزيوني لعام 1984 يستند على رواية الغموض جثة في المكتبة (1942) للكاتبة أجاثا كريستي وقد كان إنتاجًا مشتركًا بين هيئة الإذاعة البريطانية وشبكة A & E. ومن بطولة جوان هيكسون بدور الآنسة ماربل

## نبذة قصيرة
تساعد الآنسة ماربل جيرانها آل بانتري عندما تم العثور على فتاة شابة ميتة في مكتبتهم

## طاقم التمثيل
- جوان هيكسون بدور الآنسة ماربل
- ديفيد هوروفيتش بدور المفتش سلاك
- جوين واتفورد بدور دوللي بانتري
- موراي واتسون بدور العقيد بانتري
- فريدريك جايجر بدور العقيد ميلكيت
- فالنتاين دايل بدور لوريمر
- أنتوني سمي بدور باسل بليك
- ديبي أرنولد بدور دينة لي
- أندرو كروكشانك بدور كونواي جيفرسون
- سياران مادن بدور أديلايد جيفرسون
- كيث درينكل بدور مارك جاسكل
- هيو والترز بدور السيد بريسكوت
- جيس كونراد بدور ريمون ستار
- ترودي ستايلر بدور جوزي تيرنر
- جون موفات بدور إدواردز
- آرثر بوستروم بدور جورج بارتليت
- ستيفن تشركيت بدور الرائد ريف
- أسترا شيريدان بدور باميلا ريف
- ريمون فرنسيس بدور السير هنري كليثيرنج
- إيان بريمبل بدور المحقق كونستابل ليك
- جون باردون بدور الشرطي بالك
- آن روتر بدور السيدة بالك
- كارين فولي بدور ماري
- كولن هيغنز بدور مالكولم
- سارة يتلوك بدور إحدى قوات الشرطة
- سيدني ليفينغستون بدور السيد بروغان
- أندرو داونر بدور بيتر كارمودي
- سالي جين جاكسون بدور روبي كين بدور
- كاثلين بريك بدور بريدجيت
- مارتن ريد بدور هوجو ماكلين
- كارين سيكومب بدور فلوري
- جون إيفانز بدور إنش

## روابط خارجية
- مقالات تستعمل روابط فنية بلا صلة مع ويكي بيانات